# 瓦尔博奈
瓦尔博奈（法語：Valbonnais，法語發音：[valbɔnɛ]）是法国伊泽尔省的一个市镇，属于格勒诺布尔区。

## 地理
瓦尔博奈（44°54'0"N, 5°54'15"E）面积23.95 平方千米，位于法国奥弗涅-罗讷-阿尔卑斯大区伊泽尔省，该省份为法国东南部内陆省份，北起顺时针与安省、萨瓦省、上阿尔卑斯省、德龙省、阿尔代什省、卢瓦尔省和罗讷省。
与瓦尔博奈接壤的市镇（或旧市镇、城区）包括：昂特赖格、拉蒂耶地区奥里、博蒙地区圣洛朗、博蒙地区圣米歇尔、谢沃、尚特佩里耶。

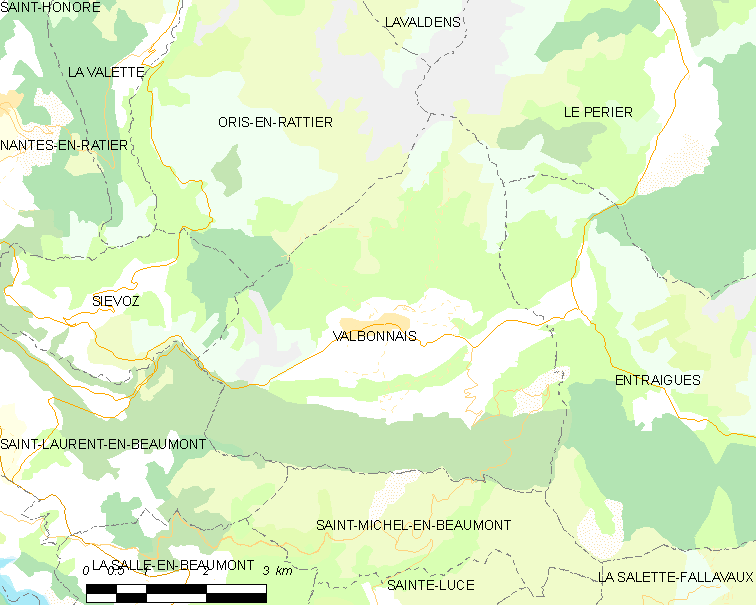
瓦尔博奈的OSM定位图

瓦尔博奈的时区为UTC+01:00、UTC+02:00（夏令时）。

## 行政
瓦尔博奈的邮政编码为38740，INSEE市镇编码为38518。

## 政治
瓦尔博奈所属的省级选区为马泰西讷-特列沃县。

## 人口

1962-2008年间瓦尔博奈人口变化图示

瓦尔博奈于2022年1月1日时的人口数量为514人。